# Robin Gosens
Robin Gosens (Emmerich am Rhein, Renania del Norte-Westfalia, Alemania, 5 de julio de 1994) es un futbolista germano-neerlandés. Juega de defensa o centrocampista y su equipo es la ACF Fiorentina de la Serie A de Italia.

## Trayectoria
Gosens pasó por clubes locales en su natal Emmerich am Rhein hasta que el 4 de julio de 2012 se unió a las categorías inferiores del Vitesse. El 13 de agosto de 2013 firmó su primer contrato profesional con el club.
Se fue a préstamo al F. C. Dordrecht el 14 de enero de 2014 hasta el término de la temporada. Debutó profesionalmente tres días después en el empate 1-1 de local ante el SBV Excelsior.
Su préstamo se renovó el 29 de mayo de 2014 por un año más. Debutó en la Eredivisie el 9 de agosto, de titular en la victoria por 2-1 contra el SC Heerenveen.
El 4 de junio de 2015 fue transferido al Heracles Almelo.
Fichó por el Atalanta italiano el 2 de junio de 2017. En este equipo permaneció cuatro temporadas y media, hasta que el 27 de enero de 2022 fue cedido al Inter de Milán que tenía la obligación de comprarlo si se cumplían determinadas condiciones.
El 15 de agosto de 2023 regresó a Alemania tras fichar por el F. C. Union Berlin. En su primera temporada marcó siete goles en 37 partidos y en agosto de 2024 volvió a Italia después de ser cedido a la ACF Fiorentina.

## Selección nacional
El 25 de agosto de 2020 fue convocado por primera vez con la selección de Alemania para dos partidos de Liga de Naciones de la UEFA ante España y Suiza, haciendo su debut el 3 de septiembre ante los españoles.
En mayo de 2021 fue convocado para participar en la Eurocopa 2020. Marcó un gol en el partido de la fase de grupos contra Portugal en el que fue nombrado mejor jugador del mismo.

### Participaciones en Eurocopas
| Copa          | Sede   | Resultado        | Partidos | Goles |
| ------------- | ------ | ---------------- | -------- | ----- |
| Eurocopa 2020 | Europa | Octavos de final | 4        | 1     |

## Estadísticas

### Clubes
Actualizado al 25 de mayo de 2025.
| Club                           | Div.          | Temporada     | Liga  | Liga  | Copas nacionales | Copas nacionales | Torneos internacionales | Torneos internacionales | Otras | Otras | Total | Total |
| Club                           | Div.          | Temporada     | Part. | Goles | Part.            | Goles            | Part.                   | Goles                   | Part. | Goles | Part. | Goles |
| ------------------------------ | ------------- | ------------- | ----- | ----- | ---------------- | ---------------- | ----------------------- | ----------------------- | ----- | ----- | ----- | ----- |
| F. C. Dordrecht · Países Bajos | 2.ª           | 2013-14       | 16    | 1     | 0                | 0                | ―                       | ―                       | 4     | 0     | 20    | 1     |
| F. C. Dordrecht · Países Bajos | 1.ª           | 2014-15       | 31    | 2     | 2                | 0                | ―                       | ―                       | ―     | ―     | 33    | 2     |
| F. C. Dordrecht · Países Bajos | Total club    | Total club    | 47    | 3     | 2                | 0                | ―                       | ―                       | 4     | 0     | 53    | 3     |
| Heracles Almelo · Países Bajos | 1.ª           | 2015-16       | 32    | 2     | 3                | 1                | ―                       | ―                       | 3     | 0     | 38    | 3     |
| Heracles Almelo · Países Bajos | 1.ª           | 2016-17       | 28    | 2     | 2                | 0                | 2                       | 0                       | ―     | ―     | 32    | 2     |
| Heracles Almelo · Países Bajos | Total club    | Total club    | 60    | 4     | 5                | 1                | 2                       | 0                       | 3     | 0     | 70    | 5     |
| Atalanta B. C. · Italia        | 1.ª           | 2017-18       | 21    | 1     | 2                | 0                | 3                       | 1                       | ―     | ―     | 26    | 2     |
| Atalanta B. C. · Italia        | 1.ª           | 2018-19       | 28    | 3     | 3                | 0                | 5                       | 0                       | ―     | ―     | 36    | 3     |
| Atalanta B. C. · Italia        | 1.ª           | 2019-20       | 34    | 9     | 1                | 0                | 8                       | 1                       | ―     | ―     | 43    | 10    |
| Atalanta B. C. · Italia        | 1.ª           | 2020-21       | 32    | 11    | 5                | 0                | 7                       | 1                       | ―     | ―     | 44    | 12    |
| Atalanta B. C. · Italia        | 1.ª           | 2021-22       | 6     | 1     | 0                | 0                | 2                       | 1                       | ―     | ―     | 8     | 2     |
| Atalanta B. C. · Italia        | Total club    | Total club    | 121   | 25    | 11               | 0                | 25                      | 4                       | ―     | ―     | 157   | 29    |
| Inter de Milán · Italia        | 1.ª           | 2021-22       | 7     | 0     | 2                | 1                | 0                       | 0                       | ―     | ―     | 9     | 1     |
| Inter de Milán · Italia        | 1.ª           | 2022-23       | 32    | 3     | 6                | 0                | 11                      | 1                       | ―     | ―     | 49    | 4     |
| Inter de Milán · Italia        | Total club    | Total club    | 39    | 3     | 8                | 1                | 11                      | 1                       | ―     | ―     | 58    | 5     |
| F. C. Union Berlin · Alemania  | 1.ª           | 2023-24       | 30    | 6     | 1                | 0                | 6                       | 1                       | ―     | ―     | 37    | 7     |
| F. C. Union Berlin · Alemania  | 1.ª           | 2024-25       | 1     | 0     | 1                | 0                | ―                       | ―                       | ―     | ―     | 2     | 0     |
| F. C. Union Berlin · Alemania  | Total club    | Total club    | 31    | 6     | 2                | 0                | 6                       | 1                       | ―     | ―     | 39    | 7     |
| ACF Fiorentina · Italia        | 1.ª           | 2024-25       | 32    | 5     | 1                | 0                | 8                       | 3                       | ―     | ―     | 41    | 8     |
| ACF Fiorentina · Italia        | Total club    | Total club    | 32    | 5     | 1                | 0                | 8                       | 3                       | ―     | ―     | 41    | 8     |
| Total carrera                  | Total carrera | Total carrera | 330   | 46    | 29               | 2                | 52                      | 9                       | 7     | 0     | 418   | 57    |
| 1. 2. 3.                       |               |               |       |       |                  |                  |                         |                         |       |       |       |       |

## Palmarés

### Títulos nacionales
| Título              | Club           | País   | Año  |
| ------------------- | -------------- | ------ | ---- |
| Copa Italia         | Inter de Milán | Italia | 2022 |
| Supercopa de Italia | Inter de Milán | Italia | 2022 |
| Copa Italia         | Inter de Milán | Italia | 2023 |